# Ben Rhydding
Ben Rhydding est une banlieue de Ilkley au Royaume-Uni. Il y a une gare.